# Boarmia arcearia
Boarmia arcearia är en fjärilsart som beskrevs av George Francis Hampson 1902. Boarmia arcearia ingår i släktet Boarmia och familjen mätare. Inga underarter finns listade i Catalogue of Life.